# Augustin
Augustin af Hippo eller Aurelius Augustinus (født 13. november 354, død 28. august 430) var den mest berømte teolog, kirkefader og filosof i senantikken. Hans far var hedensk og hans mor var kristen.
På grund af hans åbenhjertige selvbiografi – en af de første – ved vi mere om Augustin end om nogen anden fra samme tid. Han blev født i den romerske by Tagaste (det nuværende Souk Ahras i Algeriet) på den nordafrikanske kyst. Han studerede de latinske klassikere i Karthago med tanke på at blive sagfører og tog en tjenestepige til elskerinde. Han underviste i filosofi i Karthago, inden han drog til Rom, hvor senatet stadigvæk holdt til, og derfra til Milano, hvor kejser Theodosius den Store holdt hof, og hvor Augustin blev udnævnt til professor i retorik i 384. Han lod sig døbe i 386, og efter fem år på Sicilien og i Tagaste, blev han udnævnt til biskop i Hippo i 396. Her boede han til sin død. Hans sidste år var en meget urolig tid, idet vandalerne krydsede Middelhavet til Nordafrika og bevægede sig vestpå mod Hippo og Karthago. Som de fleste germanske stammer var vandalerne arianere, og Augustin så den katolske kirkes autoritet vakle i takt med deres fremrykken. For ham var hans skrifter ingen teoretisk bevisførelse, men en desperat kamp for den type kristendom, han mente var den rigtige. Han anså det som en realistisk mulighed, at han kunne ende som martyr.

## Liv og gerning

### Barndom og ungdom
Augustin blev født i byen Tagaste i Numidia, i det romerske Nordafrika (nu Souk Ahras i Algeriet). Han blev født efter kejser Konstantin den Stores omvendelse i en tid, hvor Nordafrika fik et stadigt stærkere indslag af græsk kristen kultur, mens den latinske kultur blev svækket. Kirken i området var præget af splittelser.
Hans fader, Patricius, var romersk borger og tjenestemand med godt ry. Moderen, Monika, var kristen, mens faderen var hedning – han lod sig dog døbe kort tid før sin død. Hun fik ikke døbt den lille dreng men sørgede for, at han tidligt fik undervisning i kristendommen. Da Augustin som ung dreng blev alvorligt syg, bad han om at blive døbt, men han blev rask, før det blev gjort, og udsatte dåben. Det var ikke usædvanligt på den tid, da man ønskede at vente så længe som muligt med at lade sig døbe af frygt for at begå synder efter dåben.
Faderen var streng, og han var aldrig virkelig fortrolig hverken med Monika eller Augustin. Men han bidrog til at forme sønnen, da han lærte ham at beundre de latinske klassikere. Det skulle blive til stor nytte i hans forfatterskab. Hans kendskab til græsk blev dog begrænset. Monika, som i katolsk tradition ses som et billede på en perfekt moder, betød meget for Augustin og hans søskende – man kender en broder, Navigius, og en søster, som døde som konsekreret jomfru og abedisse, under en tidlig form for ordensliv.
Augustin fik sin uddannelse i Tagaste og derefter i Madaura. I 370 blev han sendt til Kartago for at fuldføre uddannelsen og fik snart en ledende rolle på retorikskolen. Med et ønske om at blive jurist studerede han retorik fra 372 til 375, men ved slutningen af studiet valgte han at undervise. Han underviste i retorik fra 375 og drev sine egne skoler i retorik og grammatik i ni år.
Efter at have læst bogen "Hortensis" af den romerske advokat, politiker, taler og forfatter Cicero (106-43 f.Kr.) blev han interesseret i filosofi (bogen er senere gået tabt). Han studerede blandt andet Platons værker, og fra 373 og flere år frem over var han og vennen Honoratus tiltrukket af Manikæismen, en kristen sekt, som mente, at den åndelige verden var skabt af Gud, mens den materielle verden var skabt af den onde. Augustin forkastede det meste af den tro, som hans moder havde lært ham, men fandt heller ikke fred i Manikæismen.
I sin Confessiones skriver Augustin:
"I de år havde jeg en kvinde, som jeg levede sammen med, men ikke i det man kalder lovligt ægteskab. Hun var blevet bytte for min ustadige og uoverlagte lidenskab. Men jeg havde da kun den ene, og mod hende var jeg trofast som mod en ægtefælle. I samlivet med hende skulle jeg såmænd lære ved egen erfaring, hvad der er for en forskel på et ægteskab, som er stiftet med tanke på at få børn, og en kærlighedsforbindelse, som blot skal tilfredsstille ens egen lyst således, at de børn, som fødes, ikke er efter eget ønske, selv om man er nødt til at elske dem, når de først er kommet."

### Virke i Italien
I 383 drog Augustin mod sin moders vilje til Rom for at åbne en retorikskole. Monika fulgte efter ham og bosatte sig også i Rom. Augustin blev nedslået over sine elever, som havde en tendens til at skifte lærere for at snyde dem for honoraret. I 384 accepterede han derfor et tilbud om at blive professor i retorik i Mediolanum; Monika fulgte med ham også dertil. Han blev der stærkt påvirket af nyplatonismen, og det blev for ham en vej tilbage til moderens kristendom. Hele hans virke som teolog er præget af kombinationen af kristen og nyplatonsk tankegang, og det er i høj grad takket være Augustin, at Platons tanker blev bragt med ind i middelalderen, mens andre filosoffer blev glemt.
Under en samtale med den manikæiske biskop Faustus fik Augustins tiltrækning af den retning nådestødet. Han blev nu stærkt påvirket af de prædiker, som Ambrosius af Milano, som var en forsvarer af den nikæanske ortodoksi, holdt. Ambrosius, som havde et godt kendskab til græsk sprog, blev for Augustin også en kilde til kundskab om østlig teologi.
Han blev splittet mellem at gifte sig og at vi sit liv til Gud. Efter moderens ønske valgte han at gifte sig og gik derfor fra kvinden, som han havde levet sammen med; selv om samboerforholdet var accepteret af mange, kunne man ikke gifte sig efter et sådant forhold. Sønnen blev hos faderen, mens hun vendte tilbage til Nordafrika. Men tingene gik ikke efter planen, da Augustin indledte et forhold til en anden kvinde.
Det gjorde et dybt indtryk på ham, da den nyplatoniske professor Viktorinus konverterede til kristendommen. Kort tid efter i september 386 kom nordafrikaneren Pontitian for at besøge Augustin, og da han så, at en udgave af Paulus' brev lå på bordet, benyttede han anledningen til at fortælle om Antonius Abbeds liv. Augustin blev igen tiltrukket af tanken om et liv viet til Gud, og gik ud i haven. Han fortæller i et af sine værker, at han tiggede og bad om vejledning fra Gud, og at det var som om, at han hørte et barn råbe "Tolle lege! Tolle lege!" ('Tag op og læs'). Han gik ind igen og slog op på et tilfældigt sted i Paulus' brev, og fandt da Romerbrevet 13, 12-14: "Natten er fremrykket, dagen er nær. Lad os da aflægge mørkets gerninger og tage lysets rustning på. Lad os leve sømmeligt, som det hører dagen til, ikke i svir og druk, ikke løsagtigt og udsvævende, ikke i kiv og misundelse, men iklæd jer Herren Jesus Kristus, og vær ikke optaget af det kødelige, så det vækker begær". Hans ven Alypsius, som også var der under Pontitians besøg, læste videre i vers 15: "Giv plads også for dem som ikke har troens fulde kraft, og uden at give jer af med at diskutere deres meninger." Dette følte han passede på ham selv, og begge tog en beslutning om at blive præster. De fortalte det til Monika, og selv om hun havde ønsket, at sønnen skulle gifte sig, blev hun henrykt.

### Viet liv
Augustin afsluttede forholdet med sin nye konkubine og brød forlovelsen med den kvinde, som han havde tænkt på at gifte sig med. Han nedlagde også sit arbejde som lærer og trak sig tilbage på landet uden for Milano for at forberede sig på dåben. Der boede han sammen med Monika, broderen Navigius, den nu 15-årige søn Adeodatus, Alypsius og andre venner. De dannede et kristent fællesskab, og drev fælles studier. Det var samtalerne i de syv måneder, de boede i dette fællesskab, som blev grundlaget for Augustins tre dialoger Mod akademikerne, Om det lykkelige liv og Om orden.
Han blev forberedt for dåben af Simplician af Milano, og sammen med Alypsius og Adeodatus blev han døbt påskenat (25. april) 387, 32 år gammel. Han ville nu vende tilbage til Nordafrika, og på vejen mødte han sin moder i Ostia uden for Rom. De havde en samtale, som han siden kaldte "Visionen i Ostia", om de saliges evige liv. Fem dage efter blev Monika pludselig syg, og hun døde i Ostia i november 387. Hun blev begravet i Ostia, men er siden flyttet til kirken som bærer sønnens navn, Sant'Agostino i Rom.
I stedet for at rejse til Nordafrika vendte Augustin tilbage til Rom, og først i september 388 drog han sammen med Alypsius og Adeodatus til Tagaste. Sønnen døde året efter, blot 17 år gammel. Augustin solgte da sin fædrenearv og gav pengene til de fattige. Han havde arvet en gård efter sin moder, og der grundlagde han en slags klostersamfund for at tilbringe resten af livet der.

### Præst
Augustin ville vie sit liv til Gud, men ønskede ikke at blive præst. Men hans visdom og fromhed blev kendt, og mange kom til ham for at få råd. Han havde også markeret sig som en dygtig teolog gennem sine mange religiøse og filosofiske skrifter. En af dem, som hørte om ham, var biskop Valerius af Hippo (egentlig Hippo Regius, i dag Annaba i Algeriet). Han sørgede for at få præsteviet Augustin i 391, og gjorde ham til sin assistent. Augustin måtte flytte fra Tagaste, og etablerede i tilknytning til kirken i Hippo et klostersamfund af samme type som i fødebyen.
Fra 392 virkede han som prædikant, og han gik blandt andet hårdt ud mod manikæismen og en ny kættersk bevægelse, donatismen. I december 393 deltog han i et vigtigt regionalt koncil, og han fik gennemført flere lokale forandringer, som styrkede den kirkelige disciplin.

### Biskop
I 395 blev han bispeviet, og udnævnt til hjælpebiskop for Valerius. Efter dennes død i 396 blev han så valgt til efterfølger som biskop af Hippo. Han grundlagde en slags ordenssamfund i bisperesidensen og skrev en klosterregel, som er grundlag for Augustins regel, som den kendes i dag. Ved siden af Benedikts regel udgør den en stor del af grundlaget for det vestlige klostervæsen.
Augustin virkede som biskop i 34 år og regnes som en af de mest betydelige biskopper i Nordafrikas historie. Blandt andet forsvarede han kirken mod en lang række angiveligt kætterske bevægelser, han holdt en række synoder og deltog i mindst seks regionale konciler, og han fortsatte sit meget omfattende virke som forfatter.
Da kejser Honorius indførte strenge straffe mod donatisterne, gik Augustin imod det; han accepterede efterhånden, at kejseren greb ind, men gik ikke med til dødsstraf, og i 411 bidrog han stærkt til at samle de to parter ved en konference i Kartago.
I maj 430 blev området omkring Hippo invaderet af vandalerne under Geiserik. De belejrede byen i 14 måneder; Augustin selv levede ikke længe nok til at opleve afslutningen på belejringen, som var en stor sorg for ham. 28. august 430 sov han stille ind efter at have ligget med feber i nogle dage.

### Helgen
Augustin blev regnet som helgen lige efter sin død. I 496 bragte kristne flygtninge fra Hippo hans relikvier til Sardinien. I 723 blev de fragtet videre til Pavia af langobardkongen Liutprand. De blev bisat i kirken San Pietro in Ciel d'Oro, og i det 14. århundrede blev der opført et smukt gravmonument i hvid marmor der. En del af hans relikvier blev bragt til Hippo i 1842.
Hans helgenkult spredte sig hurtigt. I det 8. århundrede blev hans fest fejret i Rom. Sammen med Ambrosius, Gregor den Store og Hieronymus regnes han som en af de vestlige kirkelærere, og har tilnavnet Nådens lærer (Doctor gratiae).
Mindedagen er i vestkirken 28. august, hans dødsdag. I østkirken er han ikke kommet med i helgenkalenderen, selv om han levede længe før det store skisma; hans værker og hans teologi hører klart hjemme i den vestlige tradition, og hans gennemslagskraft i øst har aldrig været stor.
Reglen, som han skrev for et kloster i Hippo, er brugt af mange ordener og kongregationer. Det er to ordener, som regnes som augustinere i egentlig forstand: Augustinerkorherrerne og Augustinereremitterne.

## Religiøs og filosofisk udvikling
Aurelius Augustinus gennemgik en interessant personlig og filosofisk udvikling fra manikæismen over skepticismen til en nyplatonisk inspireret kristendom. Augustins omvendelse til kristendommen i år 387 markerer et vendepunkt i hans tænkning. Hans skeptiske holdning til den romerske statsreligion er fra da af afløst af et forsvar for den.
Den katolske kirke fremholdt Bibelen som kilde til sand visdom, hvad unge romere med Augustins uddannelse og baggrund oplevede som absurd. Det gamle testamente var fyldt med besynderlige historier oversat til dårlig latinsk prosa. Den, der var opvokset med Ciceros og Vergils sublime sprog, blev forvirret og frastødt af Det gamle testamentes form og indhold. Som mange andre uddannede romere var Augustin tiltrukket af manikæismen og dens forsøg på at forene ulige religioner. I manikæismen var Kristus en stor lærer, der ikke behøvede støtte fra Det gamle testamentes profeter.
I Milano blev Augustin fascineret af biskop Ambrosius. Ambrosius' syn på kristendommen som en åndelig religion, med sjælene som ikke-fysiske enheder inden i legemets forgængelige kød, var nyt for Augustin, der som de fleste andre havde tænkt sig Gud som et fysisk nærvær. Platons syn var, at idealernes verden udgjorde sjælens tidløse, fuldkomne hjemsted, mens den virkelige verden fremviste et forfald, der blev værre. Men hvor Platon mente, at den ideelle verden kunne nås frem til ved hjælp af fornuft og tanke, mente Plotin, at dette tværtimod placerede Gud helt udenfor rækkevidde af menneskelig tanke. Som Augustin senere skrev om Gud: "Jeg forstod, at jeg var langt borte fra Dig." Ambrosius' tolkning af Plotin tiltalte Augustin og fik ham til at droppe manikæismen til fordel for katolicismen. Han lod sig derfor døbe i 386.
Inspireret af nyplatonikerne Origenes og Plotin samt apostelen Paulus var hans mission at transformere den antikke kultur efter de nye kristne idealer, og formulere den kristne filosofi og tanke som en frigørelse fra den antikke. Der var altså ikke tale om et brud med platonismen, men snarere en videreførelse og optagelse af den i kristendommen.

## Arvesynden
For Augustin var det centrale spørgsmål i kristendommen, hvor det onde kommer fra, hvis Gud er både almægtig og god. Manikæerne forklarede det med, at en ond gud deler magten med en god gud. Augustin afviste den løsning. Han ville konfrontere det onde, ikke blot undgå det. Spørgsmålet afslører hans gæld til Sokrates og Platon. Ingen havde tidligere tænkt, at der skulle findes en abstrakt enhed kaldet "ond", som var det modsatte af en enhed kaldet "god". Den idé opstod i det post-klassicistiske Grækenland.
Problemet var at forene Det gamle testamentes hævngerrige Jahve med en kropsløs helligånd og den milde, tilgivende Kristus. Augustin besluttede, at Jahves barske påbud var nødvendige for at holde de onde mennesker på plads. Her greb han til en doktrin, kendt fra flere religioner i det senromerske kejserdømme, nemlig den om arvesynden. Han anførte, at Adam og Eva blev skabt fuldkomne, men bragte det onde ind i verden ved at handle forkert. Deres efterkommere kunne leve eksemplariske liv, men bar alle med sig en mulighed for at vælge det onde. Særlig bekymrede Augustin sig for kønsdriften, måske pga. sin egen udsvævende ungdom. Overbevisningen om at mennesker er født slette, hjalp til med at forklare, hvorfor så mange led og døde, mens den verdslige verden brød sammen om dem.
Efter år 412, da man begyndte at læse Augustins Bekendelser, protesterede Pelagius mod begrebet arvesynd. Han troede ikke på, at menneskers anstrengelser for at blive bedre var uden betydning pga. en handling i fjern fortid, eller at Adams fejltrin kunne have dømt menneskene til fortabelse. Pelagius' tilhænger, Julian fra Eclanum, skrev til Augustin, at begrebet arvesynd var "usandsynligt, usandt, uretfærdigt og ugudeligt; og dertil får det til at se ud, som om Djævlen skabte mennesket." 

## Om Guds stad
Augustins syn på det korrekte liv for en kristen, skulle appellere til alle i menigheden – til den utro ægtemand; til kvinden, der var uønsket gravid; og til den fattige, der ønskede sig en bedre tilværelse. Her viste Augustin, der ellers var så fordømmende mod menneskeheden, tolerance. Han greb til nyplatonikernes tro på en fjern gud, som anså menneskene som en ubetydelig del af sit skaberværk. En kristen skal handle rigtigt for sin egen skyld, for ved at befri sig fra onde lyster, opfatter han nemmere Guds kærlighed. Dette har dog ingen betydning for Guds endelige dom, for enkeltmenneskets skæbne er allerede afgjort. Gud behøver ikke at vente til dommedag for at dømme den enkelte, for det er jo Ham, der dikterer folks handlinger og tanker. Ifølge Om Guds stad er menneskene delt i dem, der bor i Babylon, det ondes stad, og dem, der bor i Jerusalem, Guds stad. Babylon vil udslettes på dommedag, mens Jerusalem skånes. Menneskene er Guds foretrukne skabninger, mens deres liv og lidelser er uden interesse for Ham. Deres handlinger er forudbestemte, og deres frie vilje kun en illusion. Men om de er syndere uden håb om frelse, kan de alligevel handle efter Guds bud og derved ære Ham. – Sådan konstruerede Augustin en verden, hvori Gud har forudbestemt alt, men hvor menneskene alligevel besidder en fri vilje til at handle rigtigt. Det er en selvmodsigelse, og som filosofisk argument holder det ikke vand; men det lykkedes som en opskrift på et kristent liv i en ond verden. Augustins teologi er en dyster, sammensat og selvmodsigende vision, men kom til at danne grundlaget for Vestens kristendom.

## Forfatterskab
Augustin er en af de væsentligste kristne teologer og filosoffer. Det afspejles af hans mastodontiske forfatterskab: Han efterlod sig flere hundrede prædikener og godt hundrede større eller mindre skrifter – heriblandt hovedværkerne Confessiones (Bekendelser) og De civitate Dei (Om Guds stad).
- Confessiones, skrevet i 397-401 (Bekendelser, seneste danske oversættelse ved Torben Damsholt, 1988).
- De Trinitate (Om Treenigheden), skrevet i 399-419.
- De civitate Dei, skrevet 413-426/27 (Om Guds stad, dansk oversættelse i 5 bd. ved Bent Dalsgaard Larsen, 1984 ff.). Her erklærer Augustin, at det at være ulykkelig er ét af tilværelsens ufravigelige aspekter, en del af "den menneskelige tilstands misère", og han omtaler hånligt "alle teorier, som leder menneskene til at bestræbe sig på at skabe lykke for sig selv i dette livs elendighed".[8]
- De doctrina Christiana (Om den kristne lære) afsluttet i 426 (Den 4. bog i dansk oversættelse Om den kristne taler ved Niels W. Bruun, 1972).
- Retractationes (Revisioner), skrevet i 427, Om den fri vilje, Om den sande religion og Om Treenigheden.

Det, vi i dag kender som epistemologi, ontologi og antropologi, genfindes som temaer i hans skrift.
Den for Europas historie så karakteristiske diskussion om statsmagtens forhold til kirkemagten, er navnlig funderet på Augustins tænkning, specielt i den tidlige middelalder og højmiddelalderen. Augustins filosofiske og teologiske tænkning har præget eftertiden mærkbart i hen ved seksten århundreder.